# Oleksandr Usyk
Oleksandr Usyk (ukrainska: Олександр Усик), född 17 januari 1987 i Simferopol, Ukrainska SSR, Sovjetunionen, är en ukrainsk professionell tungviktsboxare som för närvarande (februari 2022) är regerande världsmästare för organisationerna WBA, IBF och WBO. Titlarna vann han på en gala i London i september 2021 då han sensationellt besegrade hemmafavoriten Anthony Joshua.
Usyk vann som amatör OS-guld i tungviktsboxning 2012, också det i London.

## Meriter

### Olympiska meriter

#### Olympiska sommarspelen 2012
- Huvudartikel: Boxning vid olympiska sommarspelen 2012

| Boxare         | Gren     | Sextondelsfinal      | Åttondelsfinal       | Kvartsfinal              | Semifinal            | Final                | Final     |
| Boxare         | Gren     | Motståndare Resultat | Motståndare Resultat | Motståndare Resultat     | Motståndare Resultat | Motståndare Resultat | Placering |
| -------------- | -------- | -------------------- | -------------------- | ------------------------ | -------------------- | -------------------- | --------- |
| Oleksandr Usyk | Tungvikt | i.u.                 | BYE                  | Beterbiyev (RUS) W 17–13 | Pulev (BUL) W 21–5   | Russo (ITA) W 14–11  | 1         |

### Webbkällor
- Resultat från EM 2006
- Olympiskt kval
- AIBA-resultat över OS-kval.